# Staurastrum aspinosum
Staurastrum aspinosum  là một loài Song tinh tảo trong họ Desmidiaceae, thuộc chi Staurastrum.